# Зумсой (село)
Зумсой (чечен. Зумса) — село в Итум-Калинском районе Чеченской Республики. Административный центр Зумсойского сельского поселения.

## География

Зумсойское сельское поселение на карте Итум-Калинского района

Село расположено по обоим берегам реки Дзумсэрк, в 17 км к северо-востоку от районного центра Итум-Кали.
Ближайшие населённые пункты: на северо-востоке — Дай, на юго-востоке — Цеси, на севере — Гучанга, на северо-западе — Бугарой и Ушкалой (Чиннах), на юго-западе — Тазбичи (Чанти).

## История
Родовое село тайпа Зумсой. Основание села историками датируется IX—X веком. До того, как выслали чеченцев в селе находилось 950 дворов. По различным данным в местах Хайбаха и Зумсоя в феврале 1944 года были убиты и сожжены более 1300 человек, а сёла уничтожены.
После возвращения чеченцев власть запретила зумсойцам селиться в родовом центре, отрицая преступления и существования как такового пункта. До начала 70-х годов власти несколько раз сгоняли их на равнину, каждый раз жители снова возвращались в свои дома.
Спокойно обосноваться тут смогли лишь к развалу советского союза. К первой чеченской войне насчитывалось 94 двора и 374 человека, однако вследствие операций, проведённых федеральными силами во второй войны и последствий оползня, жители были вынуждены покинуть его. На данный момент проживает некоторое количество семей, ведутся работы по возвращению коренных жителей.

## Население
| 2002 | 2010 | 2012 | 2013 | 2014 | 2015 | 2016 |
| ---- | ---- | ---- | ---- | ---- | ---- | ---- |
| 179  | ↗222 | ↘220 | ↘217 | ↗219 | ↗221 | ↗224 |
| 2017 | 2018 | 2019 | 2020 | 2021 | 2023 | 2024 |
| ↗241 | →241 | ↘240 | →240 | ↘228 | ↘226 | ↗230 |

## Галерея

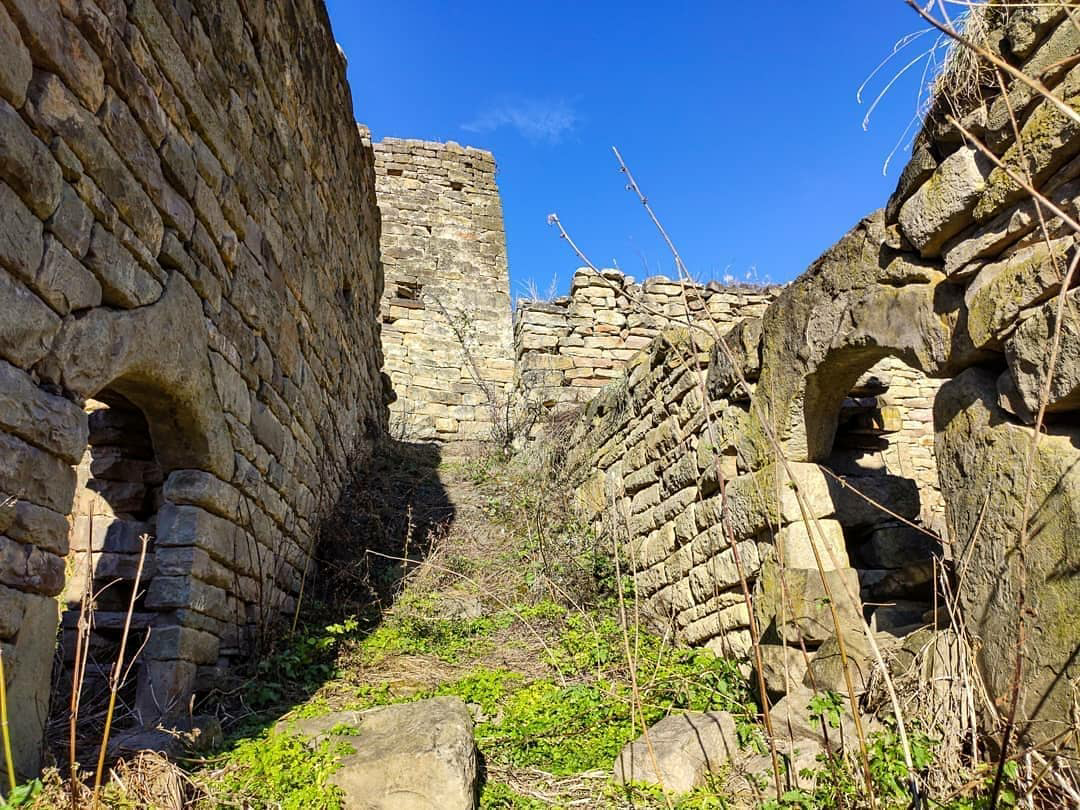
Жилые башни
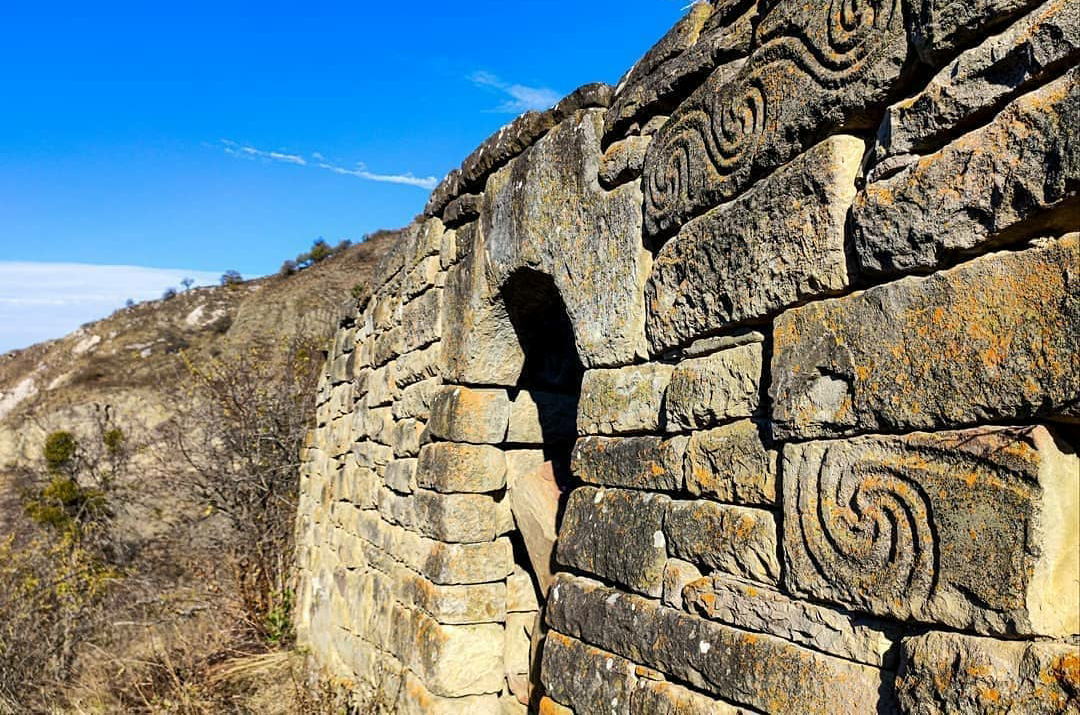
Петроглифы в виде бесконечности, встречающиеся на аланских пряжках
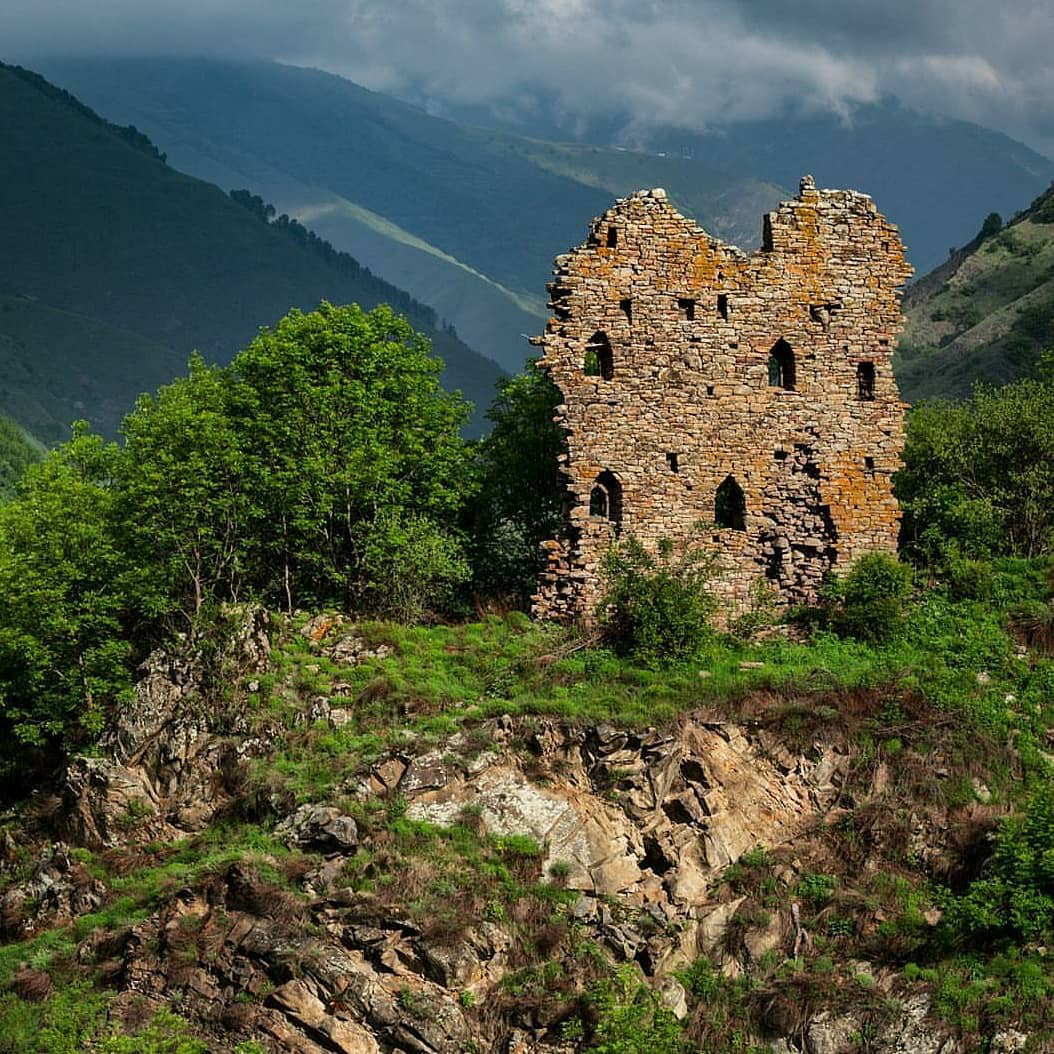
Оставшаяся стена от бывшей крепости. Возраст датируется XIV-XVI вв
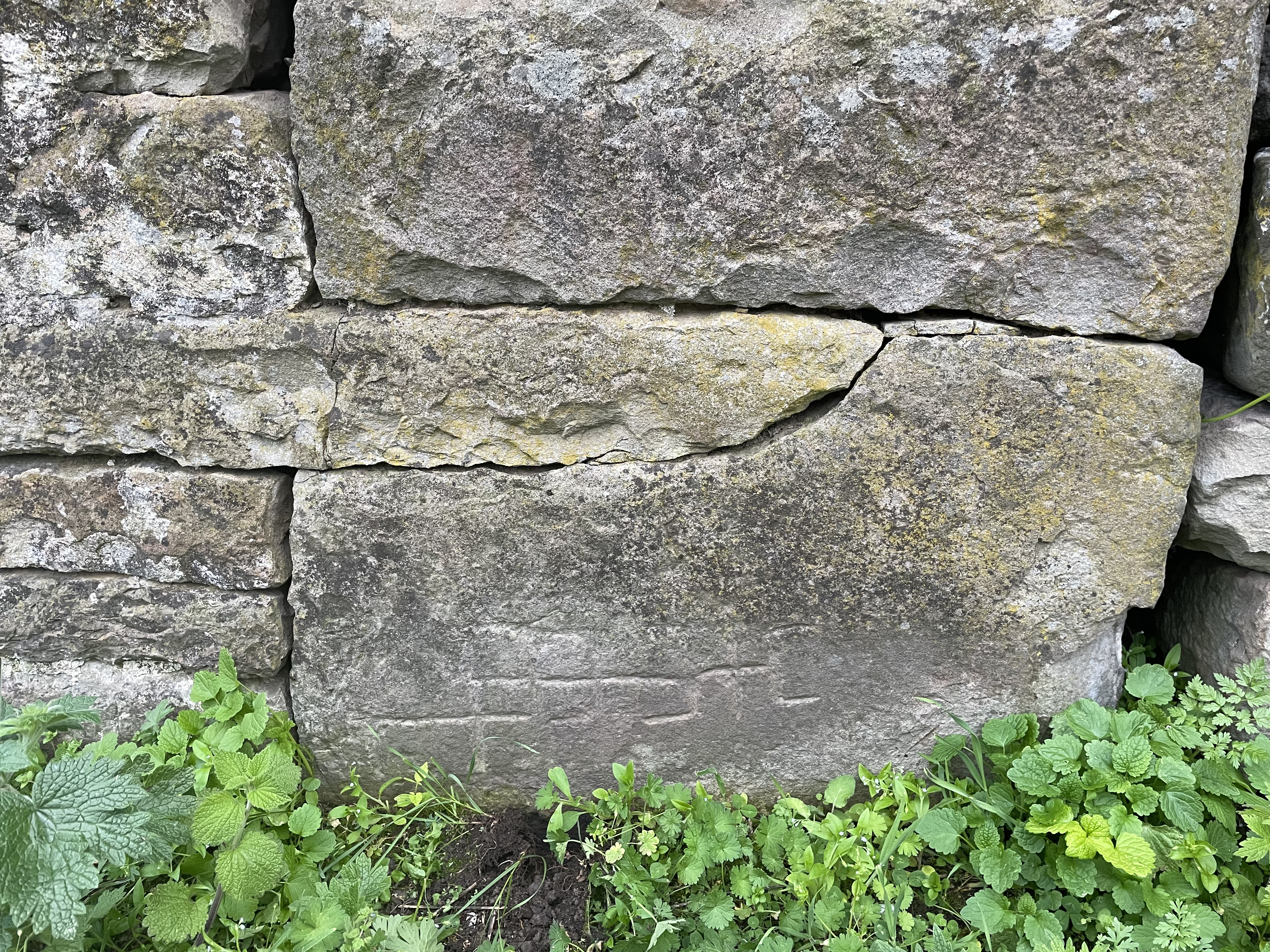
Петроглиф
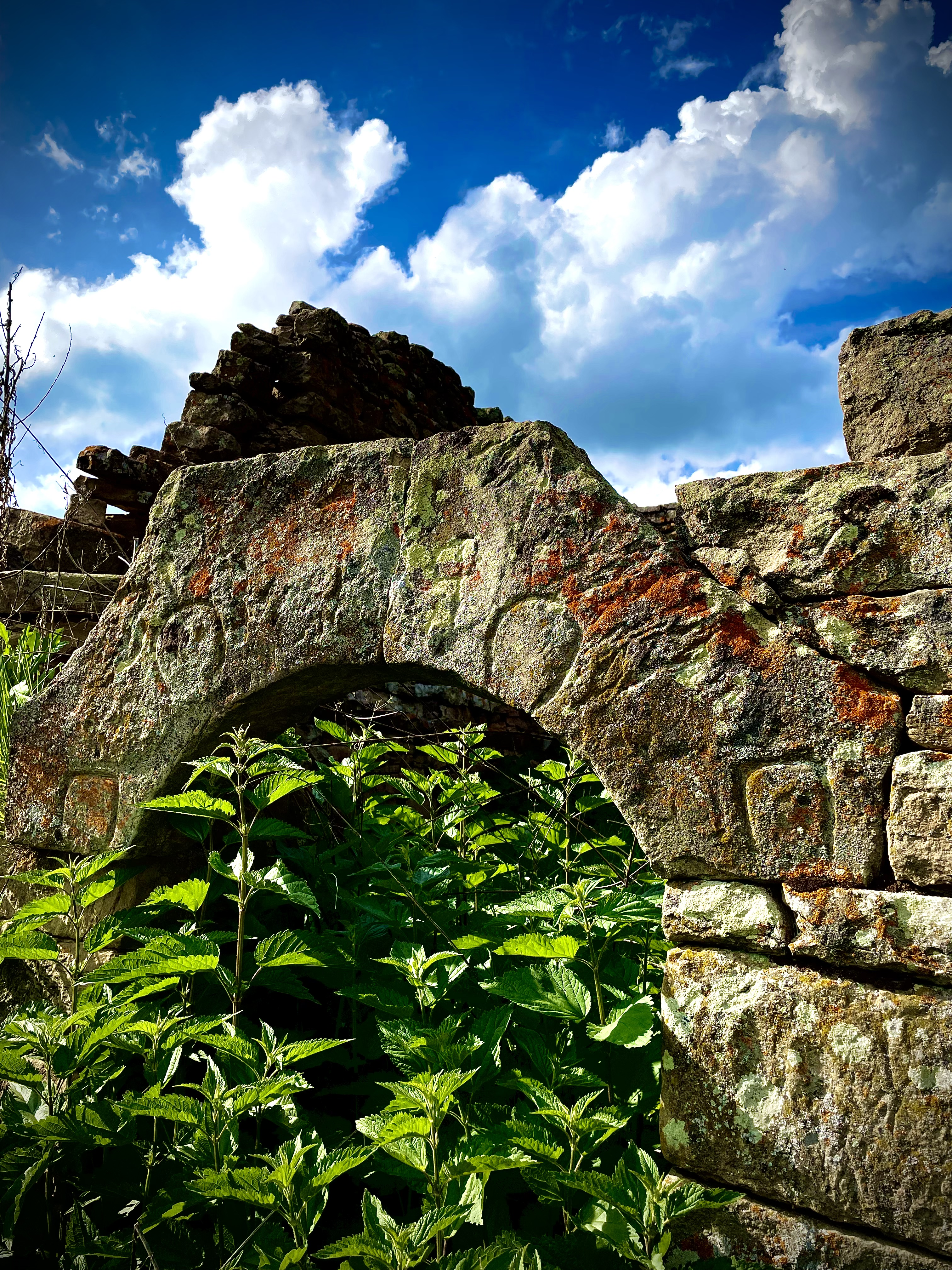
Петроглифы на арке

## Образование
- Зумсойская государственное начальная общеобразовательная школа[27].